# Stacey Slater
Stacey Slater (apellido de soltera: Fowler, previamente: Branning) es un personaje ficticio de la serie de televisión británica EastEnders, interpretada por la actriz Lacey Turner del 1 de noviembre de 2004 hasta el 25 de diciembre de 2010. Stacey es uno de los personajes más queridos y populares del público y los críticos. Lacey regresó a la serie el 7 de febrero de 2014.

## Biografía
En noviembre del 2004 y con tan sólo dieciséis años Stacey llega por primera vez a Walford y se muda con su tío abuelo Charlie Slater después de que su madre Jean Slater la sacara de su casa. A su llegada Stacey comienza a causar varios problemas debido a su conducta promiscua e inmoral por lo que Charlie la envía de vuelta con su madre, sin embargo poco después regresa a Walford esta vez con su madre y su hermano mayor Sean Slater. Poco después se revela que Stacey había tenido una infancia problemática debido al trastorno bipolar de su madre, la muerte de su padre cuando Stacey apenas tenía once años lo que ocasionó que su hermano Sean las abandonara por lo que Stacey se hizo cargo de su madre.
En el 2005 cuando la policía le pregunta a Stacey sobre dónde se encontraba su prima Zoe Slater el día del asesinato de Den Watts, Stacey miente y le da una coartada, lo que ocasiona que Sam Mitchell sea arrestada por el crimen, sin embargo aunque la familia de Sam y la hija adoptiva de Den, Sharon Watts presionan a Stacey porque diga la verdad, finalmente Chrissie Watts la esposa de Den revela que ella era la responsable de la muerte de su esposo.
A pesar de no impresionarse con Bradley Branning al conocerlo poco a poco comienzan a enamorarse e inician una relación, sin embargo esta comienza a deteriorarse cuando Stacey descubre que está esperando un bebé de Bradley ya que él creía que lo mejor era si Stacey se hacía un aborto ya que eran muy jóvenes para tener un hijo, Stacey finalmente se practica el aborto pero la relación sufre y cuando Stacey avergüenza a Bradley en una fiesta de trabajo deciden terminar la relación. 
Poco después Stacey confía en Max Branning, el padre de Bradley sobre lo que sentía respecto al aborto y ambos terminan acostándose, poco después Stacey y Max comienzan una aventura y Max le dice que va a divorciarse de su esposa Tanya Cross, sin embargo Max cambia de parecer cuando descubre que Tanya está esperando un hijo de él y termina con Stacey, quien regresa con Bradley. Más tarde Stacey y Bradley se comprometen y poco después Stacey y Max renuevan su aventura.
El día de la boda Lauren Branning la hija de Max lo graba besando a Stacey, y pocos días después el día de Navidad Lauren le da el DVD como regalo a Bradley, cuando la familia está reunida Lauren pone el video, destrozada Tanya abofetea a Stacey y Bradley termina su matrimonio, sin embargo seis meses después incapaz de olvidar su amor por Stacey, Bradley decide darle una segunda oportunidad a su matrimonio y le sugiere a Stacey que inicien una familia, sin embargo Stacey no está segura debido a lo que había pasado con el bebé anterior y secretamente toma pastillas anticonceptivas.
Stacey seduce a Callum Monks y ambos terminan besándose inmediatamente Stacey lamenta haber engañado nuevamente a Bradley y aunque intenta hacer que su relación con Bradley sea como antes no lo logra y la pareja termina divorciándose. Luego Stacey termina teniendo acostándose con Callum y la pareja comienza a salir, sin embargo terminan cuando Stacey no está de acuerdo en la forma en que Callum trata a su madre Jean.
Después de la muerte de su mejor amiga Danielle Mitchell, Stacey comienza a actuar erráticamente, le roba dinero a su familia, coquetea con varios hombres y comienza a tomar, poco después a Staey le diagnostican trastorno bipolar  y cuando su medicación no funciona Stacey comienza a ponerse paranoia y a experimentar alucinaciones.
Poco después termina durmiendo con Ryan Malloy, y más tarde cuando Archie Mitchell abusando sexualmente de ella, Stacey comienza a creer que ambos intentan matarla, cuando Stacey ataca a Archie con un vaso de cristal y acusa a su familia y amigos de intentar lastimarla su familia decide meterla a un hospital psiquiátrico para que se recupere, ahí Stacey conoce a Becca Swanson y se hace amiga de ella.
Después de ser dada de alta Bradley le dice a Stace y que la ama y la pareja se reconcilia, sin embargo poco después Stacey descubre que está embarazada y que tiene tres meses y se da cuenta de que Bradley no es el padre biológico del bebé, Stacey finalmente le revela a Bradley que Archie la había violado y que creía que él era el padre, poco después Archie es asesinado por un asaltante desconocido, Bradley le dice a Stacey que dirá que él bebé es suyo y la pareja se casa nuevamente el 18 de febrero de 2010 rodeados de Max y Jean.
Una celosa Becca intenta separar a Stacey y Bradley, primero le revela el abuso a Ronnie Mitchell la hija de Archie quien le dice a Stacey que su padre era infertil y se da cuenta de que el padre de su bebé es Ryan, luego Becca le miente a la policía y les dice que Bradley tenía motivo para matar a Archie, cuando Bradley y Stacey se enteran de que la policía cree que Bradley es el asesino y que van a buscarlo deciden irse de Walford, sin embargo la policía encuentra a Bradley quien intenta escapar y se sube a un techo pero pisa mal y cae lo que le ocasiona la muerte, Stacey, Jack Branning y Max quedan destrozados cuando Bradley muere. Minutos después de la muerte de Bradley una destrozada Stacey le revela a Max que ella era la responsable de la muerte de Archie.
Al inicio Stacey decide no decirle a Ryan que él es el padre de su bebé que ya tiene una relación con Janine Butcher, poco después Ryan comienza a mostrar interés en Stacey y la besa, pero una celosa Janine le revela a Stacey que había apostado con Ryan con que la enamoraría, enfurecida por lo courrido Stacey comienza su labor de parto bajo la lluvia, cuando Janine le dice a Ryan que ya puede alejarse de Stacey ya que le había contado al verdad él se molesta y sale a buscar a Stacey, minutos después Ryan la encuentra y aunque al inicio Stacey quiere que se vaya le pide que se quede con ella y Ryan la acompaña al hospital donde Stacey da a luz a su hija, Lily.
El día de la boda de Ryan y Janine comienza un incendio comienza en el pub "Queen Victoria" y Stacey y Lily quedan atrapadas, sin pensarlo Ryan entra para salvarlas a pesar de que Janine intentaba detenerlo, después de rescatarlas Stacey finalmente le dice a Ryan que él era el padre de Lily y aunque al inicio Ryan no lo acepta pronto comienza a pasar más tiempo con ella y se encariña con su hija. Poco después Ryan y Stacey van al registro y cambian el apellido de Lily de Branning a Malloy.
Los celos de Janine comienzan a crecer cuando se da cuenta de que Ryan comienza a tener sentimientos por Stacey y pasa mucho tiempo con ella, así que decide secuestrar a Lily, sin embargo Ryan se da cuenta de su plan he intenta convencerla de devolver a Lily, pero Janine se encierra en el coche con la bebé y se pone en las vías del tren y cuando Janine intenta mover el coche se da cuenta de que no arranca pero Ryan logra abrir el coche y rescata a Lily. Luego Stacey golpea a Janine cuando descubre que ella había llamado a servicios infantiles y también la golpea para vengarse por Danielle a quien Janine había matado luego de atropellarla.
Poco a poco Stacey y Ryan comienza a hacerse más cercanos y finalmente se besan. Lauren descubre la verdad sobre el asesinato de Archie y decide grabar la confesión de Stacey en su teléfono, cuando descubre que la grabaron Stacey decide irse a Palma, Mallorca pero Ryan la detiene y le dice que la ama y que quiere estar con ella y comienzan una aventura.
Más tarde Janine descubre la aventura cuando Ryan le dice a todos en el pub que amaba a Stacey, furiosa Janine envenena a Ryan e intenta matar a Stacey y Lily, sin embargo sólo logra envenenar a Ryan y cuando Ryan logra escaparse del departamento de Janine, Stacey lo encuentra tirado en la calle y rápidamente lo lleva al hospital donde se recupera. A finales de año cuando Lauren cree erróneamente que su padre había comenzado nuevamente una aventura con Stacey le da a Janine la grabación de la confesión del asesinato de Archie, quien decidida a vengarse de Stacey y Ryan y al día siguiente intenta poner la grabación pero descubre que no está ya que Lauren le había advertido a su padre de lo sucedido después de que se diera cuenta que no tenía una aventura con Stacey, sin embargo Janine les dice a todos que Stacey había matado a Archie pero nadie le cree. Llorando Stacey se va del pub y Ryan la acompaña, cuando llegan a la casa Ryan le pregunta a Stacey si lo que había dicho Janine era verdad y ella le dice que sí y le cuenta todo lo sucedido, Ryan le dice a Stacey que a pesar de todo él la amaba y que siempre iba a estar con ella apoyándola.
Al día siguiente en Navidad Stacey le dice a su madre que ella había sido la responsable de la muerte de Archie, quien se siente decepcionada de su hija. Al darse cuenta de que Janine llamaría a la policía Ryan convence a Stacey de agarrar a Lily he irse con él de Walford, minutos más tarde cuando Ryan sale a buscar unas cosas Janine entra a la casa y ataca a Stacey, toma un cuchillo y se lo clava en el estómago, asustada por las acciones de Janine, Stacey sale corriendo de la casa y va al mismo techo de donde Bradley había muerto e intenta suicidarse pero Max la detiene y le dice que la va a ayudar a huir. Cuando Stacey regresa convence a su madre que Janine la había acusado falsamente de intentar matarla y junto a Max y Ryan ayudan a Stacey a empacar sus cosas. Todavía conmocionada por lo sucedido Stacey le dice a Ryan que no está segura si lo amaba y decide terminar con él. Cuando Ronnie y Roxy Mitchell, las hijas de Archie se encuentran con Stacey la confrontan y Stacey les dice la verdad, Roxy intenta pelear con ella pero Ronnie la deja irse y le dice a Roxy que Stacey había golpeado a su padre por que él había abusado de Stacey al igual que de ella lo que deja destrozada a Roxy. En el aeropuerto Max le dice a Stacey que la ama pero ella le dice que nunca lo amó y que a la única persona a la que había amado era a Bradley, poco después Stacey y Lily se suben al avión y se van, al día siguiente Stacey llama a su prima Kat Slater y le dice que ella y Lily están a salvo y bien en México. 
Unos días después de que Stacey se fuera los residentes descubren que Janine se había acuchillado a sí misma con el plan de incriminar a Stacey y le dan la espalda. Ryan enfurecido visita a Janien en el hospital donde la confronta y le quita los tubos del oxígeno, mientras Janine lucha por respirar Ryan le dice que la odiaba, que nunca la había amado y que a la única mujer a la que había amado era Stacey y que por su culpa ella y su hija se habían ido y que nunca la iba a perdonar y se va, poco después se divorcia de Janine.
En febrero del 2014 Kat ve a Stacey entrando a una peluquería mientras estaba en un autobús pero cuando se baja para buscarla ya no la encuentra, cuando le cuenta lo sucedido a Max ambos deciden buscarla, cuando Kat encuentra una dirección decide ir y cuando llega la recibe Lily y Luke Riley y se da cuenta de que es el novio de Stacey, cuando Kat le pregunta sobre la mujer que vive ahí Luke le contesta si se refiere a Jenny, Luke cree que Kat es la nueva limpiadora que había pedido de la agencia y le da las llaves para que pueda empezar a trabajar.
Kat decide regresar al día siguiente y ayuda a Luke a preparar la cena para el día de San Valentín, cuando Kat dice el nombre de Stacey, Luke comienza a sospechar y llama a la agencia donde le dicen que Kat no es la limpiadora que ellos le habían enviado, cuando Luke comienza a cuestionarla Kat huye sin darse cuenta de que Stacey la había visto. Stacey decide ir a Albert Square para confrontar a Kat y cuando llega se da cuenta de lo mucho que extraña su antigua vida y cuando se va casi se topa con Max. 
Cuando Mick Carter la encuentra angustiada escondida en un callejón del Queen Victoria la invita a su casa para que se calme pero Stacey huye cuando Lauren la encuentra y la confronta, cuando Stacey regresa a su casa espera a que Luke se meta a bañar y le dice a Lily que se van. Cuando Kat y Alfie visitan a Luke y él les dice que Stacey se había ido con Lily sin decir adiós, inmediatamente Kat comie a mandarle mensajes a Stacey para convencerla de regresar, cuando Luke exige saber qué es lo que está sucediendo finalmente Stacey le cuenta la verdad sobre su identidad y sobre las mentiras de Janine, molesto por lo sucedido le ordena a Stacey que se vaya y decide regresar a Albert Square.
Cuando Lauren encuentra de nuevo a Stacey ahora en la casa de Dot Branning mientras Stacey buscaba medicina para la tos de Lily, Lauren le pide disculpas a Stacey por sus acciones de tres años atrás y hacen las paces.
Cuando Kat visita a Janine (quien estaba en prisión junto a Alice Branning esperando su juicio por el asesinato de Michael Moon) le pide que retire los falsos cargos en contra de Stacey que todavía estaban vigentes y Janine le dice que va a hacerlo sólo si Stacey la iba a visitar y ella acepta. Durante la visita Janine les dice que se compromete a retractarse de su declaración con la condición de que Kat le mienta a la policía y les diga que Alice había matado a Michael. 
Poco después Luke llega a casa de Alfie para recuperar a Stacey y pasa la noche ahí, pero cuando Alfie sin querer le dice que Stacey había matado a Archie en defensa propia, Luke finalmente decide irse a pesar de las súplicas de Stacey. Al día siguiente Stacey decide que ella y Lily se mudaría con su madre Jane en Brighton. 
Sin contarle a Alfie o Stacey de su plan, Kat decide mentir por Janine y visita la estación de policía y les dice que Alice había matado a Michael, cuando Alfie y Stacey se dan cuenta de lo que había hecho se enfurecen con ella. Durante el juicio de Janine y Alice, Stacey trata de pedirle a Kat que no mienta sin embargo Kat no le hace caso y Kat comete perjurio. Stacey decide regresar luego de que Janine retirara los cargos en su contra y luego decide ir con Dot con quien platica, poco después se reúne con Kat y Mo a quienes les da información para que cuiden de Lily. Unos minutos después la policía llega después de una llamada echa por Stacey y se declara culpable del asesinato de Arhie.
Al día siguiente Ronnie Mitchell, la hija de Archie la visita en la cárcel y trata de convencerla de que luche por su libertad y por el bienestar de Lily, Ronnie también le ofrece pagarle a un buen abogado para que la saque de la cárcel y les diga que la razón por la que había atacado a Archie era porque él la había violado, sin embargo Stacey le dice a Ronnie que no quiere ayuda y que quiere cumplir su sentencia y así limpiar el nombre de Bradley Branning. Dos meses después se revela que Stacey había sido sentenciada a pasar 5 años en la prisión, sin embargo poco después es liberada bajo fianza y regresa a Walford, cuando Stacey se encuentra con varios residentes entre ellos: Lauren, Roxy, Ronny y Dot,habla con todos ellos y les pide disculpas, y ellos las aceptan.
Stacey comienza a trabajar como estilista en el salón "Blades" de Dean Wicks y poco después comienzan una relación, sin embargo Stacey termina con él cuando descubre que Dean había abusado de su cuñada, Linda Carter.